# Internationale Deutsche Meisterschaft 2009 (Radsport)
Die Internationale Deutsche Meisterschaft fand 2009 vom 1. April bis 3. Oktober statt.

## Elite Männer

### Rennen
| Datum             | Rennen                            | Sieger              | Team                           |
| ----------------- | --------------------------------- | ------------------- | ------------------------------ |
| 1. April          | Rund um Köln                      | Martin Pedersen     | Team Capinordic                |
| 1. Mai            | Rund um den Henninger-Turm        | Fabian Wegmann      | Team Milram                    |
| 27. Mai – 31. Mai | Bayern-Rundfahrt                  | Linus Gerdemann     | Team Milram                    |
| 1. Juni           | Neuseen Classics                  | André Greipel       | Team HTC-Columbia              |
| 6. Juni           | GP Schwarzwald                    | Heinrich Haussler   | Cervélo TestTeam               |
| 26. Juni          | Deutsche Meisterschaft Zeitfahren | Bert Grabsch        | Team HTC-Columbia              |
| 28. Juni          | Deutsche Meisterschaft Straße     | Martin Reimer       | Cervélo TestTeam               |
| 22.–26. Juli      | Sachsen-Tour                      | Patrik Sinkewitz    | PSK Whirlpool-Author           |
| 2. August         | Sparkassen Giro Bochum            | Mark Cavendish      | Team HTC-Columbia              |
| 16. August        | Vattenfall Cyclassics             | Tyler Farrar        | Garmin-Slipstream              |
| 13. September     | Rund um die Nürnberger Altstadt   | Francesco Gavazzi   | Lampre-Farnese Vini            |
| 3. Oktober        | Sparkassen Münsterland-Giro       | Aleksejs Saramotins | Team Designa Køkken-Blue Water |

### Gesamtwertung
1. Fabian Wegmann, 118 Punkte
2. Heinrich Haussler, 115 Punkte
3. Gerald Ciolek, 107 Punkte
4. Tyler Farrar, 100 Punkte
5. Martin Reimer, 100 Punkte
6. André Greipel, 93 Punkte
7. Matti Breschel, 83 Punkte
8. Linus Gerdemann, 81 Punkte
9. Dominic Klemme, 80 Punkte
10. Patrik Sinkewitz, 79 Punkte

## Elite Frauen

### Rennen
| Datum          | Rennen                            | Sieger              | Team                        |
| -------------- | --------------------------------- | ------------------- | --------------------------- |
| 26. Juni       | Deutsche Meisterschaft Zeitfahren | Trixi Worrack       | Equipe Nürnberger           |
| 28. Juni       | Deutsche Meisterschaft Straße     | Ina-Yoko Teutenberg | Team High Road Women        |
| 21.–26. Juli   | Thüringen-Rundfahrt               | Linda Villumsen     | Team High Road Women        |
| 2. August      | Sparkassen Giro Bochum            | Rochelle Gilmore    | Menikini Selle Italia Gysko |
| 21.–23. August | Albstadt-Frauen-Etappenrennen     | Charlotte Becker    | Equipe Nürnberger           |
| 13. September  | Rund um die Nürnberger Altstadt   | Kirsten Wild        | AA-Drink                    |

### Gesamtwertung
1. Ina-Yoko Teutenberg, 100 Punkte
2. Rochelle Gilmore, 80 Punkte
3. Charlotte Becker, 76 Punkte
4. Kirsten Wild, 75 Punkte
5. Marianne Vos, 69 Punkte